# Episodi de Il giovane Montalbano (prima stagione)
La prima stagione della serie televisiva Il giovane Montalbano è stata trasmessa in prima visione in Italia da Rai 1 dal 23 febbraio al 29 marzo 2012.
| nº | Titolo                          | Prima TV Italia  |
| -- | ------------------------------- | ---------------- |
| 1  | La prima indagine di Montalbano | 23 febbraio 2012 |
| 2  | Capodanno                       | 1º marzo 2012    |
| 3  | Ritorno alle origini            | 8 marzo 2012     |
| 4  | Ferito a morte                  | 15 marzo 2012    |
| 5  | Il terzo segreto                | 22 marzo 2012    |
| 6  | Sette lunedì                    | 29 marzo 2012    |

## La prima indagine di Montalbano
- Tratto da: La prima indagine di Montalbano e Cinquanta paia di scarpe chiodate (Un mese con Montalbano)
- Diretto da: Gianluca Maria Tavarelli
- Scritto da: Andrea Camilleri

### Trama

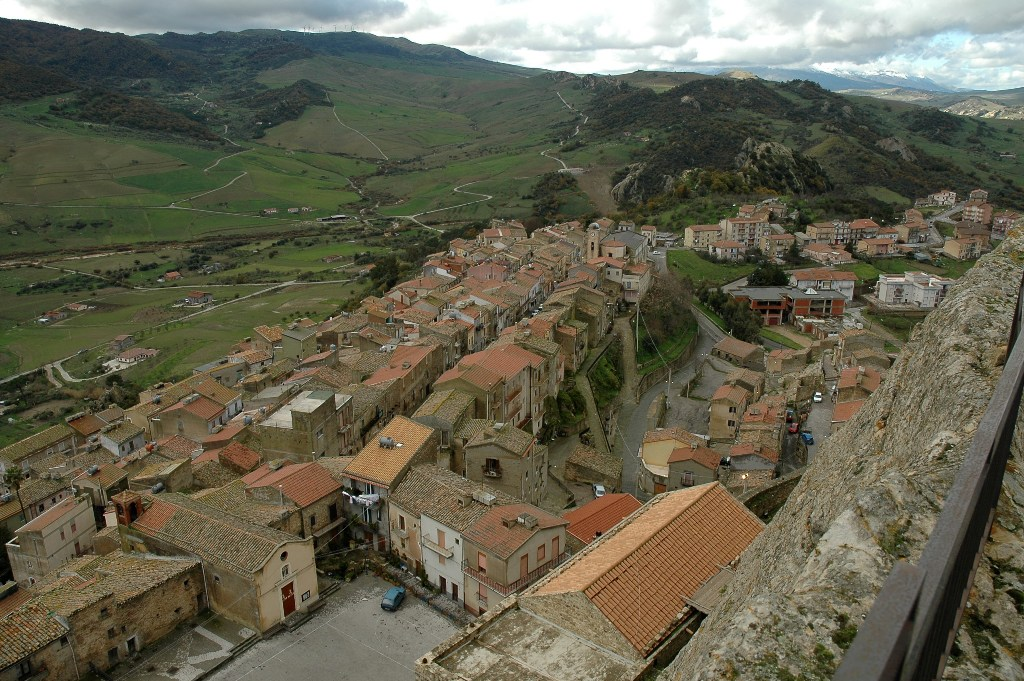
Il borgo montano di Sperlinga, location della fittizia Mascalippa.

Siamo nell'autunno del 1990. Salvo Montalbano è vice commissario a Mascalippa, un paese dell'Appennino siculo, ed è fidanzato con Mery, un'insegnante che lavora a Catania e che lo raggiunge per il fine settimana; Salvo le vuole molto bene, ma è spesso a disagio quando la ragazza comincia a parlare di matrimonio o di convivenza. Ottenuta la promozione a commissario, viene trasferito a Vigata, città in cui Montalbano aveva già vissuto da bambino e dove vive il padre con cui non è in buoni rapporti. Arrivato al suo nuovo commissariato, Montalbano conosce gli agenti con cui lavorerà, compreso l'ispettore Carmine Fazio, che lo aiuta ad inserirsi nel nuovo ambiente; al suo fianco c'è anche il giovane Agatino Catarella. La prima indagine del giovane Montalbano riguarda l'omicidio a Mascalippa di Casio Alletto, un mezzo delinquente con alcuni precedenti per furto di bestiame. Le accuse ricadono sul pastore Tano Borruso, ma Montalbano capisce subito che il vero colpevole non è lui. Intanto Salvo risolve il caso di Viola Monaco, che ha architettato un piano per vendicarsi dell'uomo che in passato l'ha violentata; Salvo riesce a fermarla e al tempo stesso anche a catturare il colpevole.
- Altri interpreti: Katia Greco (Mery), Valentina D'Agostino (Viola Monaco), Cristiano Pasca (Stefano Botta), Pier Luigi Misasi (Avvocato Turrisi); Orazio Alba (Ninì Brucculeri); Pierpaolo Spollon (Agente Spagnolo); Gianfelice Imparato (Commissario Libero Sanfilippo); Renato Lenzi (Gaetano Borruso), Pietro De Silva (Commissario Oriani); Carlo Ferreri (Lo Cascio), Paride Benassai (Dottor Sciacca), Benedetto Raneli (Gerlando Trupiano)
- Ascolti Italia: telespettatori 7 749 000 – share 27,99%[2]

## Capodanno
- Tratto da: Capodanno (Un mese con Montalbano) e Meglio lo scuro (La paura di Montalbano)
- Diretto da: Gianluca Maria Tavarelli
- Scritto da: Andrea Camilleri

### Trama
Nella notte di Capodanno del 1991 viene commesso un delitto proprio nell'albergo dove alloggia Montalbano. Oltre a questo, il commissario deve anche rimediare al non aver fatto gli auguri al padre. Sul lavoro conosce intanto il medico legale Pasquano, con cui non riesce ad entrare in confidenza. Nel corso delle indagini sull'omicidio, Montalbano entra in contatto con Pasquale Cirrinciò, un piccolo criminale che è stato sorpreso a rubare in una casa sulla spiaggia di Marinella, proprio l'abitazione che il commissario ha adocchiato da tempo, e dove sogna di andare a vivere; la casa non è abitata, e Salvo riesce ad affittarla. Adelina, la madre di Cirrinciò, l'aiuta nelle faccende domestiche. Quando però la fidanzata Mery incomincia a voler fare progetti a lungo termine nella nuova casa, Salvo si tira indietro nonostante le voglia molto bene e, a quel punto, lei lo lascia.
- Altri interpreti: Katia Greco (Mery), Gioia Spaziani (Rosina Leotta), Alessandra Mortelliti (Milena), Zoe Tavarelli (Giulia), Alessandra Costanzo (Adelina), Tony Palazzo (Gaspare Arnone), Aurora Quattrocchi (Maestra Elena Di Vincenzo), Lucia Guzzardi (Ciccina Adorno), Alessandro Giuggioli (Munno), Franco Sciacca (Don Luigi Barbera), Clelia Piscitello (Teresa Sgró), Ketty Di Porto (Cristina Ferlito).
- Ascolti Italia: telespettatori 7 299 000 – share 27,18%[3]

## Ritorno alle origini
- Tratto da: Ritorno alle origini (La prima indagine di Montalbano) e Pezzetti di spago assolutamente inutilizzabili (Gli arancini di Montalbano)
- Diretto da: Gianluca Maria Tavarelli
- Scritto da: Andrea Camilleri

### Trama
Rassegnato all'ormai fine della storia d'amore con la sua fidanzata Mery, Montalbano si butta a capofitto nel lavoro, ma viene ben presto scosso dall'arrivo nel commissariato di Vigata del nuovo vice, il giovane Mimì Augello, con il quale il rapporto si mette subito sotto una cattiva stella. Durante la festa di San Calorio tutti sono fuori per il classico pic-nic in piazza mentre il commissario si organizza un pranzo nel suo ufficio. Viene interrotto sul più bello per il rapimento di una bambina, Laura Belli, che scompare durante il pic-nic. La bambina viene trovata dopo poche ore, sotto shock e senza segni evidenti di abusi da parte dei rapitori. Il commissario capisce subito che qualcosa non quadra e comincia ad indagare, cercando di mettere alla prova il suo nuovo sottoposto Augello, punzecchiandolo in più modi, al fine di capire quanto si possa fidare di lui. Durante le indagini i due conosceranno la giovane Livia Burlando, architetto genovese, in vacanza a Vigata perché amica intima della famiglia Belli, che ha instaurato un profondo rapporto con la piccola Laura. La giovane rimane affascinata dal burbero commissario e resiste, a più riprese, alle insistenti avances del "donnaiolo" Mimì che, visto l'evidente trasporto nato tra i due, decide di farsi da parte.
- Altri interpreti: Antonio Giordano (Ettore Ferro), Gigi Angelillo (Rosario Mongiardino), Filippo Dini (Fernando Belli), Alessandra Costanzo (Adelina), Vincenzo Ferrera (Gerlando Mongiardino).
- Ascolti Italia: telespettatori 6 668 000 – share 25,6%[4]

## Ferito a morte
- Tratto da: Ferito a morte (La paura di Montalbano) e Referendum popolare (Gli arancini di Montalbano)
- Diretto da: Gianluca Maria Tavarelli
- Scritto da: Andrea Camilleri

### Trama
Sono passati alcuni mesi ed il rapporto tra Salvo e Livia prosegue così bene che il giovane commissario comincia a sembrare più docile. Anche la famiglia del commissariato sembra trarne benefici; tutto scorre in tranquillità anche se intristisce un po' tutti l'attacco cardiaco avuto in azione da Fazio che sarà poi costretto a un forzato pensionamento. Una mattina per le strade di Vigata vengono affissi dei manifestini in cui si invita a rispondere a un "referendum popolare" con la domanda: «la signora Briguccio è una p...? ». Il signor Briguccio, svergognato agli occhi del paese, prima fa una scenata in municipio e in seguito spara contro il suo vicino di casa Carlo Manifò, accusato dalla moglie di aver tentato di violentarla. Contemporaneamente il commissario si trova alle prese con il caso dello spinoso omicidio di Gerlando Piccolo, all'apparenza un semplice anziano, che si rivela poi, però, uno dei più importanti strozzini del luogo ed il cui delitto sembra avvolto da particolari risvolti passionali. Le indagini proseguiranno tra vari depistaggi e i racconti confusi della nipote della vittima, Grazia, e si intensificheranno alla scoperta del cadavere di un giovane del luogo, Dindò, commesso di fiducia del supermercato del paese, un sempliciotto ben voluto da tutti. Il commissario, oltre a divincolarsi tra i grovigli di questo caso complicato, si trova a scontrarsi con il padre, che arrivato inatteso un giorno a casa sua, prova a far leva su Livia per essere aiutato a riconciliarsi col figlio, che invece da parte sua non vuole più saperne di lui. Il commissario, aprendosi con la donna amata, prova a spiegarle i motivi di tanto astio.
- Altri interpreti: Tea Falco (Grazia), Rocco Tommaso Cicarelli (Salvatore Trupia "Dindó"), Marilyn Gallo (Elena Briguccio), Alessandra Costanzo (Adelina), Massimiliano Davoli (Gegè Gullotta), Giuseppe Antignati (giudice Tommaseo), Patrizia Schiavone (donna Rosalia), Edoardo Saitta (Saverio Briguccio).
- Ascolti Italia: telespettatori 6 576 000 – share 25,22%[5]

## Il terzo segreto
- Tratto da: Il quarto segreto (La paura di Montalbano) e La traduzione manzoniana (Gli arancini di Montalbano)
- Diretto da: Gianluca Maria Tavarelli
- Scritto da: Andrea Camilleri

### Trama
Montalbano si è ormai ben ambientato nel suo nuovo ruolo e nei nuovi posti, acquisendo le abitudini più classiche; ma, nonostante tutto, è tormentato da incubi sulla morte delle persone a lui care. Intanto, è riuscito a far assegnare al suo commissariato un nuovo giovane ispettore, Giuseppe Fazio, figlio di Carmine, appena diplomatosi alla scuola ispettori e già pronto a seguire il suo capo, anche se il suo carattere ancora acerbo, lo porta sulle prime a scontrarsi con lo spigoloso commissario. Mentre indaga sulla sparizione della bacheca comunale con le pubblicazioni di matrimonio, Montalbano riceve una lettera anonima che preannuncia un incidente in cantiere. Si trova così alle prese con una strana serie di morti bianche che ben presto si dimostreranno unite da un particolare filo conduttore. Montalbano, suo malgrado, si trova a dover collaborare nelle indagini con i Carabinieri, nella figura del maresciallo Verruso, per riuscire a venire a capo di questa spinosa situazione. Durante le indagini, la giovane Caterina Corso, figlia di un imprenditore, indirizza Montalbano sulla pista giusta. Vista l'indisponibilità di tutti gli uomini a sua disposizione, lo stesso Montalbano si ritrova a poter contare, in un momento delicato, solo su Catarella, col quale divide tre segreti, e col quale sarà costretto ad affrontare i suoi incubi.
- Altri interpreti: Nino D'Agata (Maresciallo Verruso), Giorgia Sinicorni (Caterina Corso), Perla Giordano (Djalma), Salvatore Gioncardi (Giovanni Corso), Goffredo Maria Bruno (Salvatore Lumia), Antonio Pandolfo (Angelo Peluso), Andriy Maslonkin (Pasco Puka), Luciano Messina (Calogero), Antonio Ribisi La Spina (Crisafulli), Enrico Manna (Vincenzo Scipione detto "U Zu Cecè")
- Ascolti Italia: telespettatori 6 718 000 – share 25,11%[6]

## Sette lunedì
- Tratto da: Sette lunedì (La prima indagine di Montalbano) e Movente a doppio taglio (Un mese con Montalbano)
- Diretto da: Gianluca Maria Tavarelli
- Scritto da: Andrea Camilleri

### Trama
Questi primi mesi di rapporto con Livia hanno mutato l'animo del commissario Montalbano, che sembra sempre più deciso a cambiare atteggiamenti nei confronti degli altri, spinto dall'amore profondo che comincia a provare per la sua compagna. Convinto da lei, accetta di andare a trovare suo padre e provare a ricucire lo strappo; ma giunto al suo cospetto non riesce a superare i suoi blocchi e manifesta il suo disagio. Livia sorvola e lo convince a ritagliarsi una vacanza di sette giorni, tutta per loro, destinazione la Provenza. Mentre si avvicina il giorno della partenza Vigata viene scossa da due situazioni spinose: l'omicidio di un tale Attilio Gambardella, che si rivela poi essere qualcosa di più di un semplice parricidio, e l'uccisione di alcuni animali, avvenute tutte nelle prime ore del giorno di lunedì. Questa seconda serie di reati persuade Montalbano a convincere Livia circa la necessità di rinviare il loro viaggio, ma la giovane genovese non accetta questa soluzione, ed in seguito ad un piccolo diverbio decide di partire lo stesso, cambiando compagnia. Il commissario intanto si butta a capofitto nelle indagini, che svelano retroscena sempre più inquietanti, seguendo uno sfondo estremista-religioso senza precedenti. La serie di animali uccisi con le medesime modalità, nelle prime ore del lunedì, per sei lunedì di seguito, porta al subdolo messaggio "Ecco Dio" e quindi, il commissario, dopo aver chiesto l'aiuto del vecchio studioso di religioni Alcide Maraventano, riesce a trovare gli elementi giusti per sventare quella che sarebbe potuta essere una vera e propria strage. Risolto il caso, Salvo, con l'aiuto dell'agente Catarella, prova a scoprire chi sia il fantomatico accompagnatore che l'ha sostituito nella vacanza con Livia, e, ingelosito, si reca a Boccadasse per affrontarla a muso duro.
- Altri interpreti: Sergio Graziani (Alcide Maraventano), Corrado Invernizzi (Saverio Ostellino), Fabrizio Romano (Filippo Gambardella), Maria Amato (Gesuina Tumminello), Alessandro Giuggioli (Munno), Cristina Arnone (Cristina Gambardella), Victoria Chapman (Simone Zoiterd), Aldo Failla (Giuseppe Pignataro), Michelangelo Scuto (Tiziano Ostellino), Sergio Valastro (Francesco Ostellino)
- Ascolti Italia: telespettatori 6 933 000 – share 25,29%[7]